# Olympische Jugend-Sommerspiele 2010/Teilnehmer (Elfenbeinküste)
| Gelbes Symbol für Goldmedaillen mit stilisierten Olympischen Ringen | Graues Symbol für Silbermedaillen mit stilisierten Olympischen Ringen | Braundes Symbol für Bronzemedaillen mit stilisierten Olympischen Ringen |
| ------------------------------------------------------------------- | --------------------------------------------------------------------- | ----------------------------------------------------------------------- |
| —                                                                   | —                                                                     | —                                                                       |

Die Jugend-Olympiamannschaft der Elfenbeinküste für die I. Olympischen Jugend-Sommerspiele vom 14. bis 26. August 2010 in Singapur bestand aus sechs Athleten.

## Athleten nach Sportarten

### Basketball
Mädchen
- Fatou Yasmine Bamba
- Sarah Boni
- Massandje Camara
- Florence Ouattara
3×3: 15. Platz

### Leichtathletik
Jungen
- Isaac Gbadegesin
200 m: 17. Platz

### Taekwondo
Mädchen
- Ruth Gbagbi
Klasse bis 55 kg: 9. Platz